# Brent Underwood

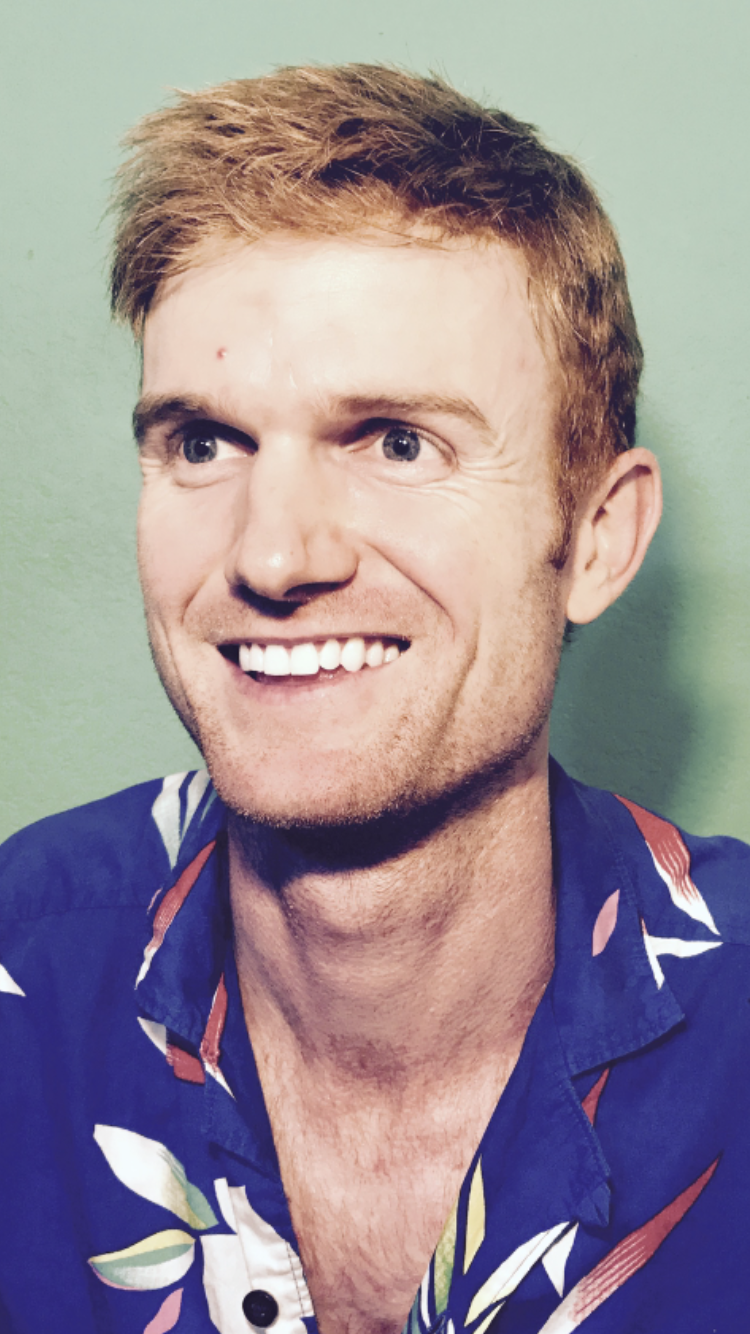
Brent Underwood, em 2017.

Brent Underwood é um empresário americano e proprietário das Minas de Cerro Gordo, conhecido por ter criado um livro fictício que se tornou best-seller na Amazon, e pelos vídeos que partilha no Youtube sobre a sua vida como único morador na cidade-fantasma de Cerro Gordo.

## Carreira
Após concluir os seus estudos na Universidade de Columbia, Underwood trabalhou brevemente para um banco de investimentos na cidade de Nova York. Depois de um mês de trabalho, Brent desistiu e fez backpacking pelas Américas Central e do Sul.  Assim que regressou a Nova York, fundou um albergue em Brooklyn.
Em dezembro de 2014, fundou o HK Austin, um albergue em Austin, Texas, com investidores como Matthew Kepnes, depois de ter ficado em 150 albergues em 30 países.     Em 2015, o HK Austin foi o albergue com melhor classificação nos Estados Unidos.   

### Putting My Foot Down
Em fevereiro de 2016, Underwood publicou uma foto de seu pé na Amazon como sendo um livro, intitulado Putting My Foot Down.   O objetivo do livro era mostrar como, com um número mínimo de vendas, era possível tornar uma publicação um "best-seller nº 1" na Amazon.   Um artigo sobre esta situação publicado no New York Observer recebeu a atenção de vários órgãos de comunicação, incluindo The New York Times, The Wall Street Journal, The Guardian, The Washington Post, The Los Angeles Times e de autores como Neil Gaiman e Nick Bilton .  Logo após a publicação, a Amazon removeu o livro, citando problemas de qualidade.   A editora Thought Catalog ofereceu-se depois para publicar uma versão impressa do livro de Underwood. Esta versão em papel recebeu a atenção dos programas de televisão Sunrise, VICE, Adweek, Business Insider, The Daily Dot e Toronto Star, entre outros.      A Amazon mudou depois o seu algoritmo, por causa da façanha.
O  jornal Toronto Star recriou a proeza de Underwood com seu próprio livro falso, que também alcançou o primeiro lugar na lista de best-sellers da Amazon.

### Cerro Gordo

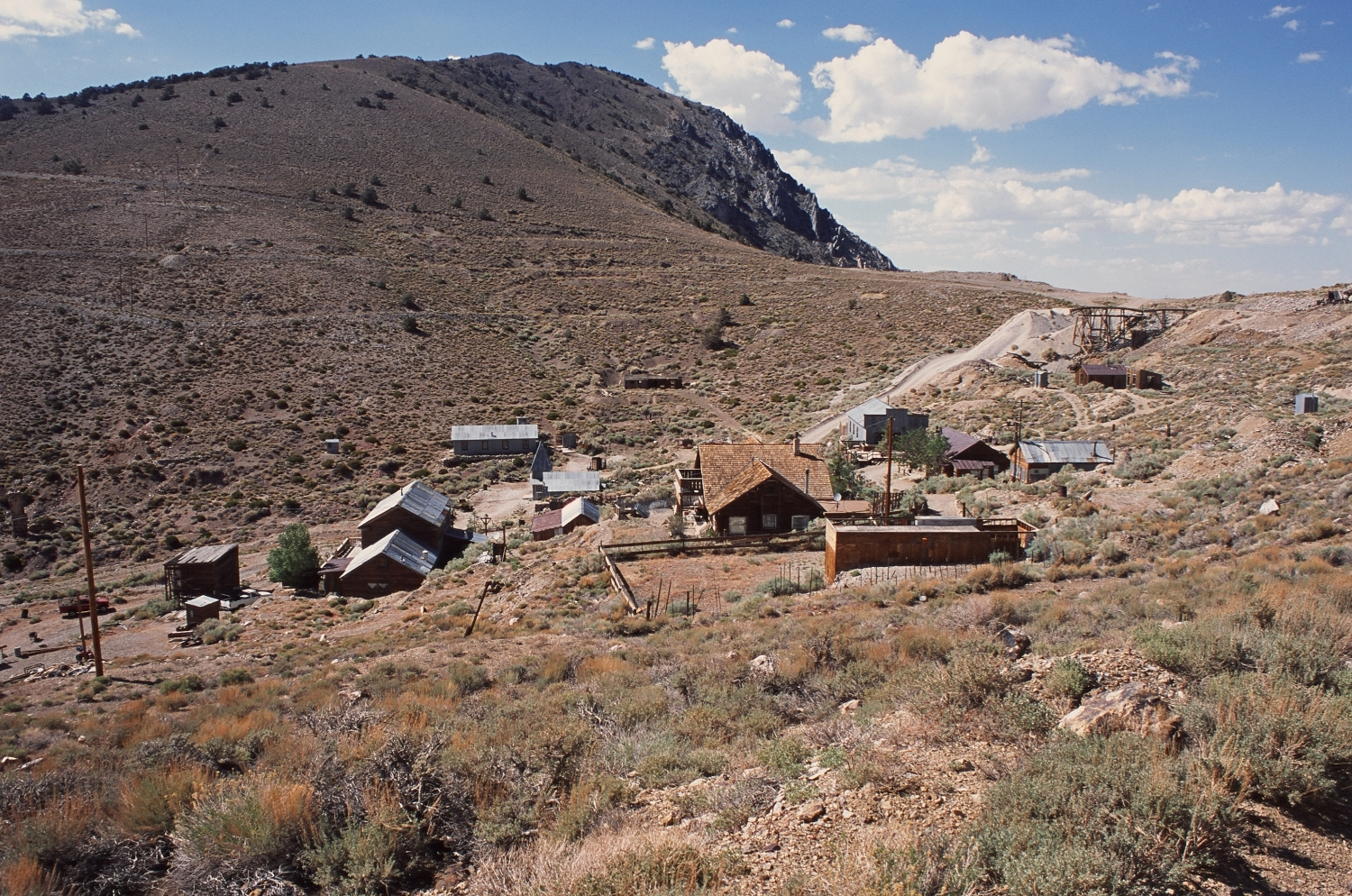
Cidade-fantasma de Cerro Gordo, comprada por Brent Underwood em 2018, para a tornar num destino turístico.

Em julho de 2018, Underwood comprou a antiga cidade mineira de Cerro Gordo por 1,4 milhões de dólares, juntamente com um grupo de investidores.   A compra incluiu mais de 360 acres e 22 estruturas.  Underwood deu a conhecer planos para transformar a cidade-fantasma num destino turístico e de eventos de grupo, mantendo a natureza histórica da propriedade.  
Underwood mora sozinho em Cerro Gordo, desde março de 2020, em tempo integral  e recebe visitantes regularmente.  Os visitantes incluíram Jeff Goldblum, Cole Sprouse, G-Eazy e outros.  O hotel da cidade (American Hotel) incendiou-se em 20 de junho de 2020, com uma ignição de origem desconhecida, mas possivelmente falha na instalação elétrica, durante uma onda de calor. Underwood tem vindo a reconstruí-lo. 
Durante a pandemia de COVID-19, em 2022, Underwood ficou isolado em Cerro Gordo durante dez semanas seguidas. 